# Тшцянка (Пшасниський повіт)
Тшцянка (пол. Trzcianka) — село в Польщі, у гміні Пшасниш Пшасниського повіту Мазовецького воєводства.
Населення — 31 особа (2011).

## Демографія
Демографічна структура станом на 31 березня 2011 року:
|          | Загалом | Допрацездатний вік | Працездатний вік | Постпрацездатний вік |
| -------- | ------- | ------------------ | ---------------- | -------------------- |
| Чоловіки | 16      | 1                  | 12               | 3                    |
| Жінки    | 15      | 0                  | 9                | 6                    |
| Разом    | 31      | 1                  | 21               | 9                    |